# 南総町立内田中学校
南総町立内田中学校（なんそうちょうりつ うちだちゅうがっこう）は、千葉県市原郡南総町（現：市原市）島田にかつて存在した公立中学校。1965年（昭和40年）3月31日をもって閉校した。

## 概要
南総町（現在の市原市南総地区）に位置する。学校教育法施行に伴って開校した中学校であるが、生徒数があまり多くなかったため、南総町立牛久中学校に統合される形で閉校している。

## 沿革

### 概歴
学校教育法施行により、1947年（昭和22年）4月1日に内田村立内田中学校として開校後、1954年（昭和29年）に市町村合併により南総町が発足すると、南総町立内田中学校と改称した。その後は生徒数の減少が進み、1965年（昭和40年）をもって南総町立牛久中学校と合併して閉校した。跡地は南総町立内田小学校のち市原市立内田小学校が移転新校舎として使用したものの、2022年（令和4年）3月31日をもって閉校とったため、現在は使用されていない。

### 年表
- 1947年（昭和22年）4月1日 - 内田村立内田中学校開校[1]。
- 1965年（昭和40年） - 閉校[1]。

## 通学区域
- 旧内田村全域